# Marthille
Marthille település Franciaországban, Moselle megyében. Lakosainak száma 167 fő (2022. január 1.). Marthille Achain, Bellange, Bréhain, Brulange, Destry, Lesse és Villers-sur-Nied községekkel határos.

## Népesség
A település népességének változása:
| Lakosok száma | 193  | 182  | 178  | 181  | 173  | 173  | 171  | 168  | 168  | 167  |
|               | 1968 | 1982 | 1990 | 2006 | 2013 | 2015 | 2017 | 2019 | 2020 | 2022 |